# Куртоли
Куртоли́ (фр. Courtauly, окс. Cortaulin) — коммуна во Франции, находится в регионе Лангедок — Руссильон. Департамент коммуны — Од. Входит в состав кантона Шалабр. Округ коммуны — Лиму.
Код INSEE коммуны — 11107.

## Население
Население коммуны на 2008 год составляло 74 человека.
| 1962 | 1968 | 1975 | 1982 | 1990 | 1999 | 2008 |
| ---- | ---- | ---- | ---- | ---- | ---- | ---- |
| 72   | 76   | 66   | 61   | 64   | 73   | 74   |

## Экономика
В 2007 году среди 48 человек в трудоспособном возрасте (15—64 лет) 26 были экономически активными, 22 — неактивными (показатель активности — 54,2 %, в 1999 году было 66,7 %). Из 26 активных работали 24 человека (14 мужчин и 10 женщин), безработными были 2 женщины. Среди 22 неактивных 6 человек были учениками или студентами, 7 — пенсионерами, 9 были неактивными по другим причинам.